# Vilouta
Vilouta és una parròquia consagrada a Santa Marina pertanyent al municipi de Becerreá, província de Lugo.
Segons el padró municipal de 2004 la parròquia de Vilouta tenia 57 habitants (28 homes i 29 dones), distribuïts en 2 entitats de població (o lugares), el que pressuposà una disminució en relació al padró de l'any 1999 quan hi havia 65 habitants. Segons l'IGE, el 2014 la seva població va caure fins a les 49 persones (23 homes i 26 dones).

## Llocs
- Airexe
- As Bidueiras
- Donín
- Murias
- Riomuíños
- Vilamane